# 대덕동
대덕동(大德洞)은 경기도 고양시 덕양구에 있는 행정동이다. 마을의 주택들은 대부분 70년대에 지어진 단독주택들이 많으며 자연촌락 이름으로는 원골, 대테, 샛말이 있다. 덕은지구 건설과 그리고 주변에 들어서고 있는 디지털미디어시티 건설 등으로 큰 변화가 예상되는 서울과의 접경 마을이다.

## 지명
대덕이란 이름은 마을에 있는 주산인 해발 127m의 대덕산이 있어서 붙여진 이름이다. 현재 산 정상에는 군사기밀 보호를 위해 올라 갈 수 없으나 이 산기슭에서 보는 한강의 모습은 장관이다. 대덕은 이곳에 고양팔현 중 하나인 행촌 민순(1519~1591) 선생과 같은 큰 덕을 갖춘 선비가 살다가 돌아갔다고 하여 붙여진 이름이라 한다.

## 개요
대덕동은 전형적인 농촌마을이다. 전 지역이 개발제한구역으로 지정되어 있어 개발이 엄격하게 제한되고 있다. 또한 남서로는 자유로와 한강에 의해 막혀 있고 동으로는 군부대, 한국항공대학교, 경의선 철로 등이 지나고 있어 교통과 생활여건이 불편한 마을이다. 대덕동의 중심에는 큰 산인 대덕산이 있다. 이 곳 바로 앞에는 난지도 산이 자리해 있는데 얼마 전까지 이 부근은 황량한 벌판이었으나, 현재는 한창 도시건설이 이루어지고 있다. 여기에 비해 고양시 대덕동은 큰 변화가 없다. 아이들도 고양시보다는 서울로 학교를 다니기가 쉽고, 상권이나 교통편도 서울을 이용하는 것이 훨씬 편리하다. 마을 내에는 상가나 기관 등을 볼 수 없고 다만 한국항공대학교 일부가 이곳 대덕동에 포함된다. 본래 논밭농사 위주의 전형적인 농촌 마을이었으나 최근에 들어 밭으로 바뀌는 경우가 급속히 증가하고 있다. 곳곳에 군 시설물이 있고 일제시대에는 이 지역이 거대한 군사기지였다고 전해진다. 국방대학교도 이 곳에 있었다가, 충청남도 논산시로 이전했다.

## 법정동
- 화전동(花田洞)
- 현천동(玄川洞)
- 덕은동(德隱洞)

## 교육
- 덕은한강초등학교
- 덕은한강중학교
- 한국항공대학교

## 주거
| 단지명                         | 시행사                                 | 건설사       | 주소                        | 입주        | 비고 |
| ------------------------------ | -------------------------------------- | ------------ | --------------------------- | ----------- | ---- |
| DMC 리슈빌 더포레스트          | 에스더블유산업개발㈜                   | 계룡건설산업 |                             | 2019년 2월  |      |
| DMC 중흥S클래스 더 센트럴      | 중흥건설                               | 중흥건설     |                             | 2020년 3월  |      |
| DMC 한강숲 중흥S-클래스        | 중봉건설㈜                             | ㈜중흥토건   |                             | 2022년 11월 |      |
| DMC 호반베르디움 더 포레 2단지 | 호반건설                               | 호반건설     |                             | 2019년 7월  |      |
| DMC 호반베르디움 더 포레 3단지 | 호반건설                               | 호반건설     |                             | 2019년 7월  |      |
| DMC 호반베르디움 더 포레 4단지 | 호반자산개발㈜                         | 호반건설     | 덕양구 향기로 77 (향동동)   | 2019년 7월  |      |
| DMC 한강 호반써밋              | ㈜동훈 보관됨 2025-06-12 - 웨이백 머신 | 호반건설     | 덕양구 대덕산로 21 (덕은동) | 2022년 12월 |      |
| DMC 자이 더 포레 리버뷰        | ㈜화이트코리아산업                     | ㈜지에스건설 | 덕양구 대덕산로 21 (덕은동) | 2022년 10월 |      |
| DMC 자이 더 리버               | ㈜화이트코리아                         | ㈜지에스건설 | 덕양구 대덕산로 90 (덕은동) | 2022년 11월 |      |
| DMC 한강자이 더 헤리티지       | ㈜한성피씨건설                         | ㈜지에스건설 | 덕양구 대덕산로 20 (덕은동) | 2022년 12월 |      |
| DMC 디에트르 한강              | ㈜대방덕은                             | 대방건설     |                             | 2022년 7월  |      |